# Balázs Béla (történész)
Balázs Béla, 1949-ig Balázs T. Béla (Budapest, Ferencváros, 1918. február 23. – Budapest, 1959. július 17.) magyar történész, a történelemtudományok kandidátusa (1959).

## Élete
Munkáscsaládból származott, anyja Balázs Hermin volt. 1937 és 1940 között a bukaresti Ferdinánd Tudományegyetemen tanult, illetve kapcsolatba került a forradalmi munkásmozgalommal. Ion  Antonescu diktatúrája elől 1941 elején Budapestre menekült, ahol a Pázmány Péter Tudományegyetemen folytatta tanulmányait. 1941-ben a Kommunisták Magyarországi Pártjának tagja lett. Elsősorban diákifjúsági területen végzett agitációs és szervező munkát. 1944 októberében a dachaui koncentrációs táborba, majd onnan Buchenwaldba deportálták, ahol szintén részt vett a kommunista ellenállási mozgalomban. A felszabadulást követően 1945-től 1948-ig a Magyar–Román Társaság főtitkáraként a magyar-román barátság megszilárdításán fáradozott, illetve a Mocsáry Lajos kollégium igazgatója volt. 1949 és 1957 között az MTA Történettudományi Intézet munkatársa és párttitkára lett. Az 1956-os forradalom után az ELTE pártinstruktora lett haláláig. Tanulmányaiban a magyar társadalom legújabb kori fejlődésével, főleg a népi demokrácia létrejöttével foglalkozott. 1959 júliusában öngyilkos lett.
Felesége Szinkovich Márta volt, akit 1946-ban Újpesten vett nőül.
A budapesti Farkasréti temetőben helyezték végső nyugalomra.

## Főbb művei
- A klerikális reakció tevékenysége a fehérterror idején (Századok, 1950)
- A nemzeti bizottságok szerepe népi demokráciánk létrejöttében (Budapest, 1955)
- A klerikális reakció a Horthy-fasizmus támasza 1919–1930 (Szerk., Budapest, 1953, 2. kiadás: 1960)
- A demokratikus tömegmozgalom kibontakozása és a népi, forradalmi szervek megalakulása a felszabadult Magyarországon: az antifasiszta tömegmozgalom a második világháború befejezése után. (Századok, 1957)
- A magyar középrétegek szerepe társadalmunk fejlődésében. Egy évszázad magyar történelmének néhány sajátosságáról 1849–1945 (Budapest, 1958)
- A Horthy-fasizmus társadalmának és ideológiájának néhány jellemző vonása. (MTA Társadalmi–Történeti Tudományok Osztálya Közleményei, 1959)
- Népmozgalom és nemzeti bizottságok 1945–1946 (Sajtó alá rendezte és a bevezető tanulmányt írta: Lackó Miklós, Budapest, 1961)

## Díjai, elismerései
- Magyar Köztársasági Érdemrend tiszti keresztje (1948)